# Shinjō Naoyori
Shinjō Naoyori (新庄 直頼?; 1538 – 8 febbraio 1613) è stato un daimyō giapponese della fine del periodo Sengoku e inizio di quello Edo.

## Biografia
Figlio di Shinjō Naomasa (signore del castello di Asazuma), fu inizialmente servitore del clan Azai della provincia di Ōmi. 
Iniziò la sua carriera come ufficiale del clan Azai, poi si unì al clan Oda poco prima della caduta del castello di Odani (1573). Naoyori divenne quindi un ufficiale di cavalleria (馬廻り?, umamawari) sotto Toyotomi Hideyoshi. Combatté con Hideyoshi nella battaglia di Yamazaki e gli venne affidato un feudo di 12.000 koku come ricompensa a Takatsuki, nella provincia di Settsu (con possedimenti anche nelle provincia di Yamato). Più tardi, nel 1591, ricevette il ruolo aggiunto del guardiano del castello (城代?, jōdai) del castello di Ōzu. Ancora più tardi, unendosi alla forza di spedizione di Hideyoshi a Hizen, si dice che Naoyori abbia partecipato alle invasioni della Corea.
Naoyori si schierò con Ishida Mitsunari nella campagna di Sekigahara, attaccando il castello di Ueno di Tsutsui Sadatsugu. Arrestato in seguito alla vittoria dei Tokugawa, fu posto sotto la custodia di Gamō Hideyuki dopo la battaglia. Più tardi perdonato da Ieyasu e gli fu dato un feudo di 30.000 koku ad Asō nella provincia di Hitachi.